# Glyphodes leucomesalis
Glyphodes leucomesalis is een vlinder uit de familie van de grasmotten (Crambidae), uit de onderfamilie van de Spilomelinae. De wetenschappelijke naam van deze soort is voor het eerst voorgesteld door Michael Seizmair in een publicatie uit 2021.
De soort komt voor in Oman.